# Pseudocleobis hirschmanni
Pseudocleobis hirschmanni es una especie de arácnido  del orden Solifugae de la familia Ammotrechidae.

## Distribución geográfica
Se encuentra en Bolivia y Chile.